# Nederlanders in het Griekse voetbal
Nederlanders in het Griekse voetbal geeft een overzicht van Nederlanders die een contract hebben (gehad) bij Griekse voetbalclubs uit de hoogste drie divisies.

## Voetballers
| Naam                  | Club                  | Van  | Tot   | Opmerkingen                  |
| --------------------- | --------------------- | ---- | ----- | ---------------------------- |
| Michel Kreek          | AEK Athene            | 2002 | 2004  |                              |
| Elroy van der Hooft   | Chania F.C.           | 2011 | 2012  | Griekse naam: Βαν Ντερ Χουφτ |
| Tscheu La Ling        | Panathinaikos FC      | 1982 | 1984  |                              |
| Ruud Knol             | PAOK Saloniki         | 2007 | 2008  |                              |
| Nordin Wooter         | Panathinaikos FC      | 2005 | 2006  |                              |
| Richard Knopper       | Aris Saloniki         | 2002 | 2003  |                              |
| Stefano Seedorf       | Veria FC              | 2007 | 2008  |                              |
| Joost Terol           | Veria FC              | 2007 | 2008  |                              |
| Paul de Lange         | Veria FC              | 2007 | 2008  |                              |
| Remco Boere           | Iraklis Saloniki      | 1990 | 1992  |                              |
| Gaston Taument        | OFI Kreta             | 1999 | 2000  |                              |
| René van de Kerkhof   | Apollon Smyrnis       | 1983 | 1984  |                              |
| Raymond Graanoogst    | Apollon Smyrnis       | 1996 | 1997  |                              |
| Jerry Simons          | Kalamata FC           | 2000 | 2000  |                              |
| Jerry Simons          | Athinaikos            | 2000 | 2002  |                              |
| Dennis van Wijk       | Ioannina              | 1990 | 1991  |                              |
| Regilio Vrede         | Iraklis Saloniki      | 2002 | 2003  |                              |
| Brutil Hosé           | Poseidon              | 2005 | 2005  |                              |
| Erdem Yeni            | Doxa Drama            | 2004 | 2005  |                              |
| Marc van Eijk         | Doxa Drama            | 2004 | 2005  |                              |
| Melvin Holwijn        | Iraklis Saloniki      | 2003 | 2004  |                              |
| Brian Tevreden        | Panthrakikos          | 2007 | 2008  |                              |
| Brian Tevreden        | Fostiras Athene       | 2008 | 2008  |                              |
| Chaly Jones           | Skoda Xanthi          | 2005 | 2006  |                              |
| Chaly Jones           | Alexandropoulos Enosi | 2008 | 2010  |                              |
| Chaly Jones           | PA Enosi Thraki       | 2004 | 2005  |                              |
| Chaly Jones           | PAS Preveza           | 2007 | 2008  |                              |
| Chaly Jones           | OA Thiva              | 2006 | 2008  |                              |
| Maurice van Ham       | PAOK Saloniki         | 1995 | 1996  |                              |
| Frans van Rooij       | PAOK Saloniki         | 1994 | 1995  |                              |
| Leandro Kappel        | Doxa Drama            | 2010 | 2012  |                              |
| Joël Tshibamba        | AE Larissa            | 2011 | 2013  | Ook in 2015                  |
| Andreas Gliatis       | Panachaiki            | 1994 | 1995  |                              |
| Nicky Kuiper          | Panathinaikos FC      | 2013 | 2014  |                              |
| Quincy Owusu-Abeyie   | Panathinaikos FC      | 2011 | 2013  |                              |
| Charlton Vicento      | PAS Giannina          | 2013 | 2014  |                              |
| Nigel Hasselbaink     | PAE Veria             | 2014 | 2015  |                              |
| David Mendes da Silva | Panathinaikos FC      | 2013 | 2015  |                              |
| Diego Biseswar        | PAOK Saloniki         | 2016 | heden |                              |
| Kees Luijckx          | Niki Volos            | 2014 | 2014  |                              |

## Hoofdtrainers
| Naam           | Club                                   | Van  | Tot  | Opmerkingen           |
| -------------- | -------------------------------------- | ---- | ---- | --------------------- |
| Henk ten Cate  | Panathinaikos FC                       | 2008 | 2009 |                       |
| Gène Gerards   | OFI Kreta                              | 1985 | 2000 |                       |
| Gène Gerards   | Iraklis Saloniki                       | 2002 | 2003 |                       |
| Thijs Libregts | Aris Saloniki                          | 1984 | 1986 |                       |
| Thijs Libregts | PAOK Saloniki                          | 1986 | 1987 |                       |
| Thijs Libregts | Olympiakos Piraeus                     | 1987 | 1988 | ook van 1994 tot 1995 |
| Thijs Libregts | Iraklis Saloniki                       | 1991 | 1994 |                       |
| Thijs Libregts | Apollon Smyrnis                        | 1997 | 1998 |                       |
| Arie Haan      | PAOK Saloniki                          | 1995 | 1995 | ook in 1999           |
| Rinus Israël   | PAOK Saloniki                          | 1988 | 1989 |                       |
| Henk Houwaart  | Skoda Xanthi                           | 1990 | 1991 |                       |
| Henk Houwaart  | Ethnikos Asteras of Ethnikos Piraeus ? | 1989 | 1990 |                       |
| Rob Jacobs     | PAOK Saloniki                          | 1989 | 1990 |                       |
| Rob Jacobs     | Panahaiki Patras                       | 1993 | 1994 |                       |
| Ab Fafié       | AEK Athene                             | 1990 | 1991 |                       |
| Ab Fafié       | Ioaninna                               | 1987 | 1987 |                       |
| Frans Adelaar  | Akratitos FC                           | 2003 | 2004 |                       |
| Arie Haan      | Paniliakos                             | 2000 | 2000 |                       |
| Aad de Mos     | AO Kavala                              | 2010 | 2010 |                       |

## Overige Functies
| Naam                  | Club             | Van  | Tot  | Opmerkingen       |
| --------------------- | ---------------- | ---- | ---- | ----------------- |
| Mike Snoei            | Panathinaikos FC | 2008 | 2009 | assistent-trainer |
| Gerard van der Lem    | Panathinaikos FC | 2007 | 2009 | assistent-trainer |
| Laurens Ebben         | Panathinaikos FC | 2008 | 2011 | Conditietrainer   |
| David Mendes da Silva | Panathinaikos FC | 2015 | 2016 | assistent-trainer |
| Gène Gerards          | AEK Athene       | ?    | ?    | Adviseur          |
| Cornelius Sierhuis    | AEK Athene       | ?    | ?    | Eigenaar          |

Voetbalbonden ·
Albanië ·
Angola ·
Armenië ·
Australië ·
Azerbeidzjan ·
Bahrein ·
België ·
Bhutan ·
Bulgarije ·
Canada ·
China ·
Congo-Kinshasa · 
Cyprus ·
Denemarken ·
Duitsland ·
Egypte ·
Engeland ·
Estland ·
Ethiopië ·
Faeröer ·
Filipijnen ·
Finland ·
Frankrijk ·
Georgië ·
Ghana ·
Griekenland ·
Hongarije ·
Hongkong ·
Ierland ·
IJsland ·
Indonesië ·
Iran ·
Israël ·
Italië ·
Japan ·
Kazachstan ·
Koeweit ·
Litouwen ·
 Luxemburg ·
Maleisië ·
Malta ·
Marokko ·
Mexico ·
Namibië ·
Nieuw-Zeeland ·
Noorwegen ·
Oekraïne ·
Oezbekistan ·
Oostenrijk ·
Polen ·
Portugal ·
Qatar ·
Roemenië ·
Rusland ·
Rwanda ·
Saoedi-Arabië ·
Schotland ·
Singapore ·
Slovenië ·
Slowakije ·
Spanje ·
Tanzania ·
Turkije ·
Tuvalu ·
VAE ·
Venezuela ·
Verenigde Staten ·
Vietnam ·
Zimbabwe ·
Zuid-Afrika ·
Zuid-Korea ·
Zweden ·
Zwitserland